# Imamato di Futa Jalon
L'Imamato di Futa Jalon (scritto anche Futa Jallon, Fouta Djallon, o altre grafie simili; in arabo: إمامة فوتة جالون; in fula: Imaama Fuuta Jaalo), chiamato anche Emirato di Timbo, fu uno Stato pre-coloniale basato nell'altopiano di Futa Jalon, nella moderna Guinea.

## Origine
Il Futa Jalon è stato colonizzato dalla tribù semi-nomade dei Fulani (Fulɓe o Fulbe nella loro lingua), nel succedersi delle generazioni tra il XIII e XVI secolo. Inizialmente essi erano un popolo chiamato tradizionalmente Pulli (Pulaar), dalla cui lingua deriva il nome. Nel XVI secolo un afflusso di Fulɓe musulmani dalla regione del Macina, nel Mali, cambiò il tessuto della società Fula.

## Jihad
Come nel Futa Toro, i musulmani tradizionalisti e i Fulɓe di Fuuta Jallon vissero inizialmente fianco a fianco. Poi, in base alla spiegazione tradizionale, nel XVII secolo scoppiò una guerra santa. Nel 1725 i Fulɓe presero il controllo completo del Fuuta Jallon e istituirono il primo di molti Stati Fulani teocratici musulmani. Alfa Ibrahim venne nominato comandante dei fedeli e primo Almaami del regno di Fuuta Jalón. Tale modello teocratico ispirò più tardi lo Stato Fulano dell'Imamato di Futa Toro.

## Regno
Il nuovo regno di Fuuta Jallon venne disciplinato sotto la stretta applicazione della legge islamica, con un governo centralizzato nella città di Timbo, in prossimità dell'odierna Mamou. Il regno comprendeva di nove province chiamate diwe (Timbo, Timbi, Labe, Koîn, Kolladhè, Fugumba, Kèbaly, Hadji e Fodé Murya), che mantenevano tutte una certa autonomia. La riunione dei governanti delle diwe a Timbi decise di nominare Alfa Ibrahim da Timbo come primo Almamy di Fuuta Jallon, con residenza a Timbo. Timbo poi divenne la capitale fino all'arrivo dei colonialisti francesi. L'obiettivo della costituzione di questo regno era quello di convincere le comunità locali a diventare musulmane.
Attraverso la guerra e la diplomazia il regno divenne una potenza regionale, capace di esercitare una grande influenza e generare ricchezza. Come uno Stato sovrano, trattò con la Francia e le altre potenze europee alla pari, mentre nel campo artistico e letterario raggiunse alti livelli in centri come la città santa di Fugumba.

## Scisma
Dopo la morte del primo Almaami del regno i suoi discendenti si suddivisero nelle due case di Alfaya e Soriya; essi lottarono incessantemente durante tutta la storia del regno minacciando di distruggerlo del tutto. La disputa fu risolta da un sistema di doppia leadership in cui vi erano due Almaami (uno da ogni casa); i due Almaami avrebbero alternarsi ogni due anni, ma il sistema funzionava difficilmente.

## Posizione dominante
Il regno di Fuuta Jallon divenne una società multietnica e multilingue, governata dai musulmani Fulɓe e sostenuta da eserciti di uomini liberi e schiavi. I Fulɓe di Fuuta Jallon e Fuuta Tooro sono stati in grado di approfittare del crescente commercio di schiavi con gli europei sulla costa, in particolare la Francia e il Portogallo. Il duplice stato dei Fulani riforniva di grano, bestiame e altri beni i vicini territori europei sulla costa. Gli Almaami volevano doni in cambio dei diritti commerciali, e facevano valere la loro volontà grazie all'esercito fornito.

## Declino
I francesi non erano soddisfatti della posizione dominante solo sulla costa e del commercio in un solo senso con i Fulbe, e cominciarono la penetrazione nell'entroterra, facendo incursioni dentro Fuuta Jallon sfruttando le sue dispute interne. Infine, nel 1896, la battaglia di Pore-Daka, i francesi sconfissero l'ultimo Almaami di Fuuta Jallon, Buubakar dit Bocar Biro.